# Wienhausen
Wienhausen est une commune de l'arrondissement de Celle au sein du land de Basse-Saxe, en Allemagne.

## Géographie
Wienhausen se trouve au sud-est de Celle sur l'Aller. La commune est le siège du Samtgemeinde Flotwedel qui comprend aussi les communes de Bröckel, Eicklingen et Langlingen. Les communes limitrophes sont Nienhagen, Ahnsbeck, Lachendorf et Hohne.
Wienhausen regroupe les quartiers de Wienhausen, Bockelskamp avec Flackenhorst, Oppershausen, Offensen, Schwachhausen et Nordburg.

## Histoire

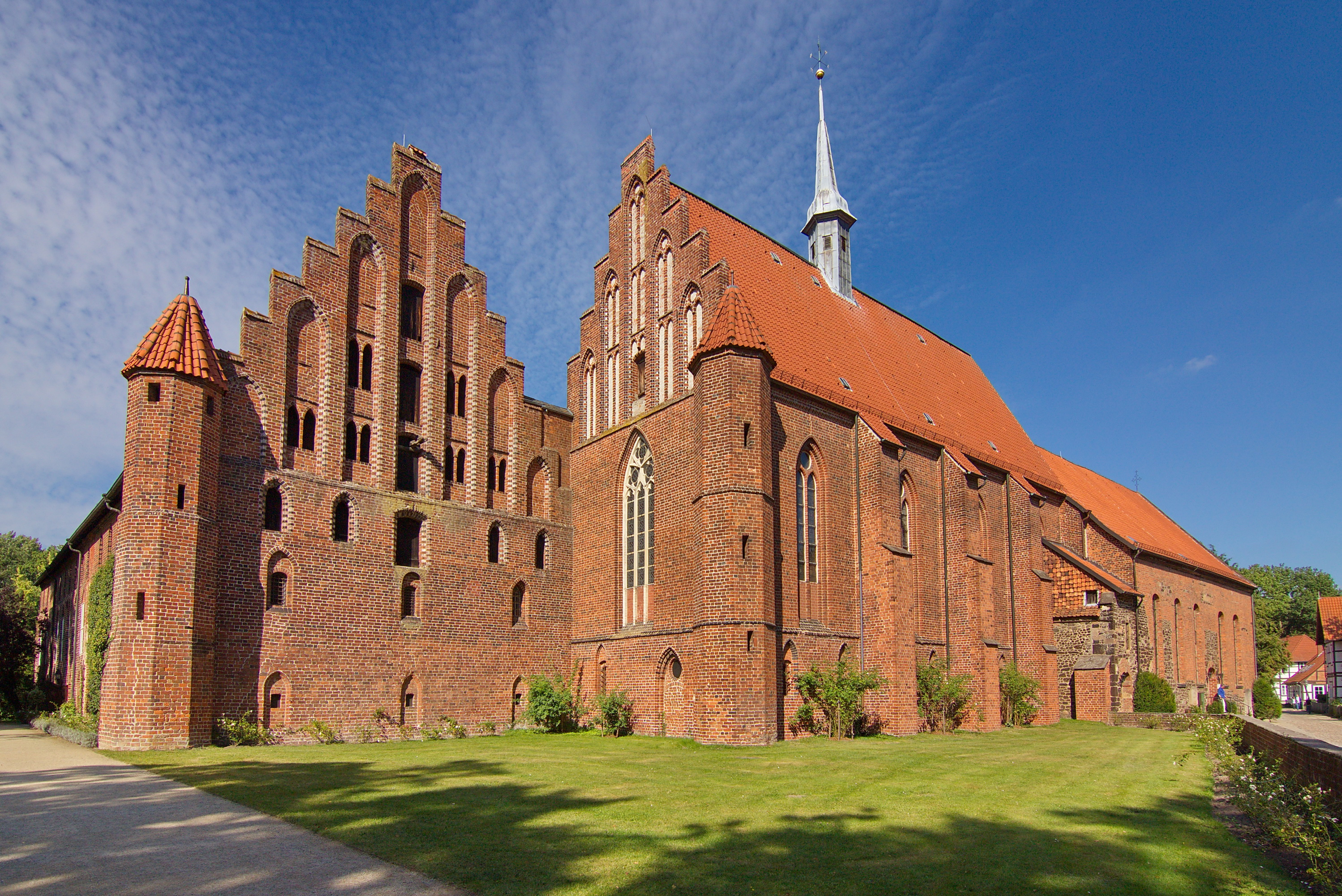
Abbaye de Wienhausen.

La première mention écrite de la ville date de 1052 en tant que Huginhusen. Sans doute a-t-elle à la confluence de l'Aller et l'Oker autour d'un château par Bernward de Hildesheim en 998.
Le duc Othon Ier de Brunswick accorde à sa tante Agnès de Landsberg une demeure, baptisée "Domus Ottonis", ainsi que des terres et forêts en accord avec la ville de Celle et une autorisation d'exploitation par l'abbaye de Wienhausen.
En 1715, le jardinier Georg Ludwig Charbonnier (de) créé un jardin autour du pavillon de chasse.

### Blason
Sur un fond argent, il y a un pied vert avec une rivière d'argent, une église rouge avec des pignons en forme d'escalier, trois fenêtres gothiques et des tours d'escaliers latéraux, ainsi que deux feuilles de chêne. Il comprend une plaque d'or avec dedans un lion bleu qui a entre ses pattes un cœur rouge qui symbolise Celle.

## Économie et infrastructure
Wienhausen se trouve à proximité de la Bundesstraße 214.

## Culture et attractions
- Abbaye cistercienne : Elle a été fondée en 1231 entre Wienhausen et Nienhagen par Agnès de Landsberg, la fille de Conrad II et la bru de Henri XII de Bavière. Dedans se trouve une célèbre tapisserie. On y a trouvé les plus anciennes montures de lunettes d'Allemagne.
- L'église Sainte-Marie avec son clocher en bois dépendait de l'abbaye.
- L'ancien moulin à eau (première mention en 1351), qui entraîne désormais un générateur d'électricité.
- En face, un tronc sculpté rappelant la remise de la ville par l'empereur Henri III du Saint-Empire à l'évêque de Hildesheim.
- À Oppershausen, la chapelle Sainte-Marie-Madelaine, construite en 1657.

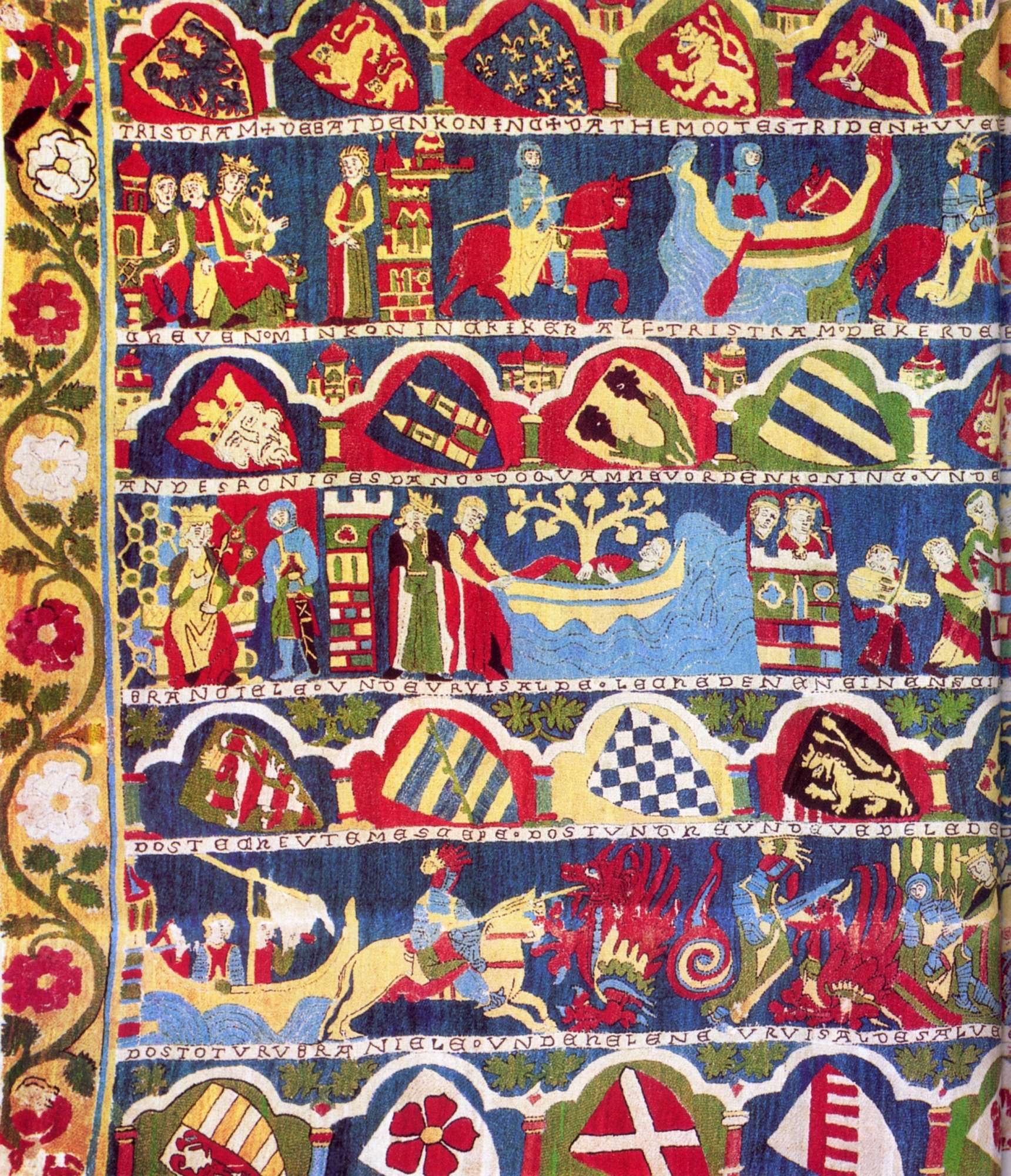
Tapisserie de l'abbaye.
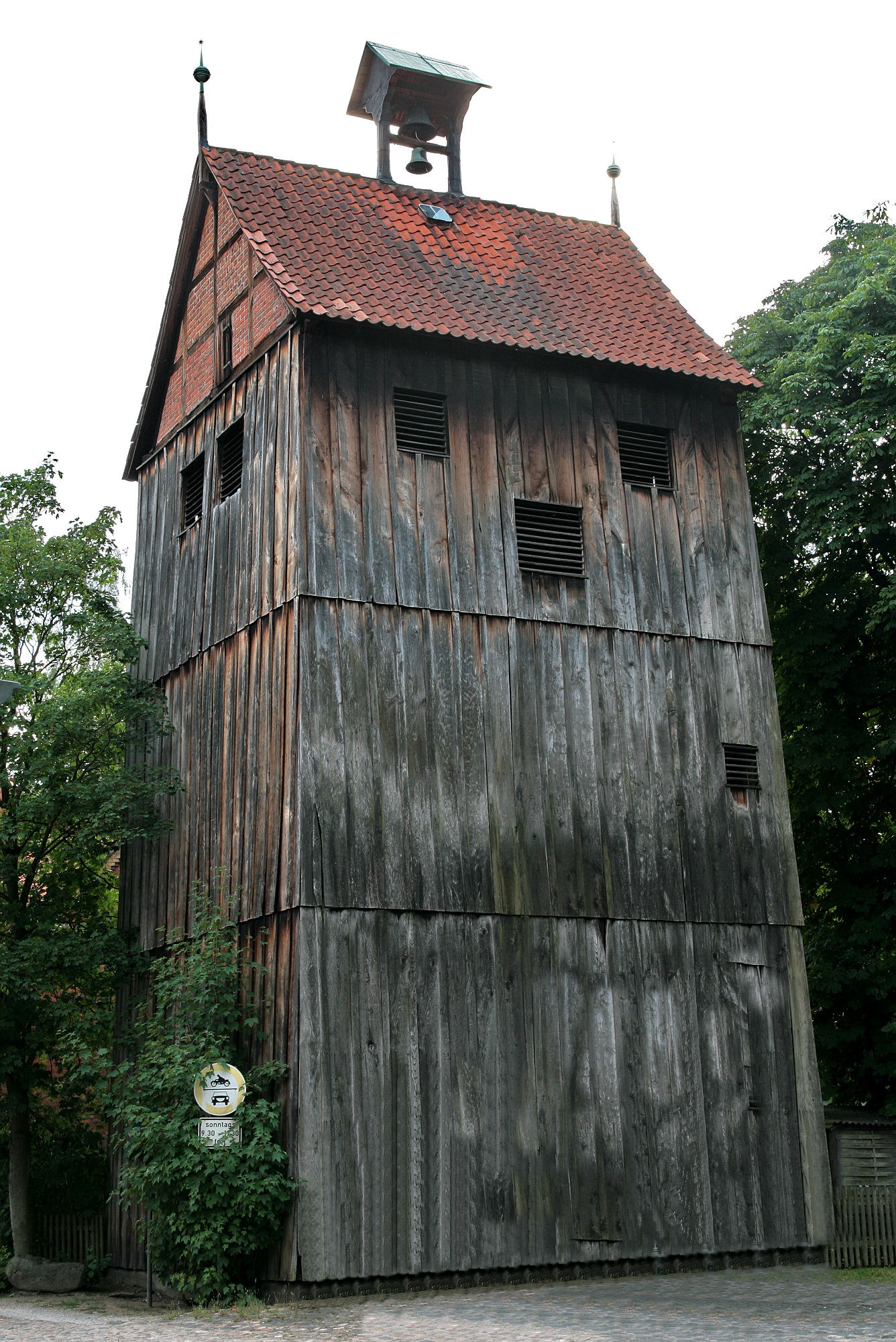
Clocher de l'église Sainte-Marie.
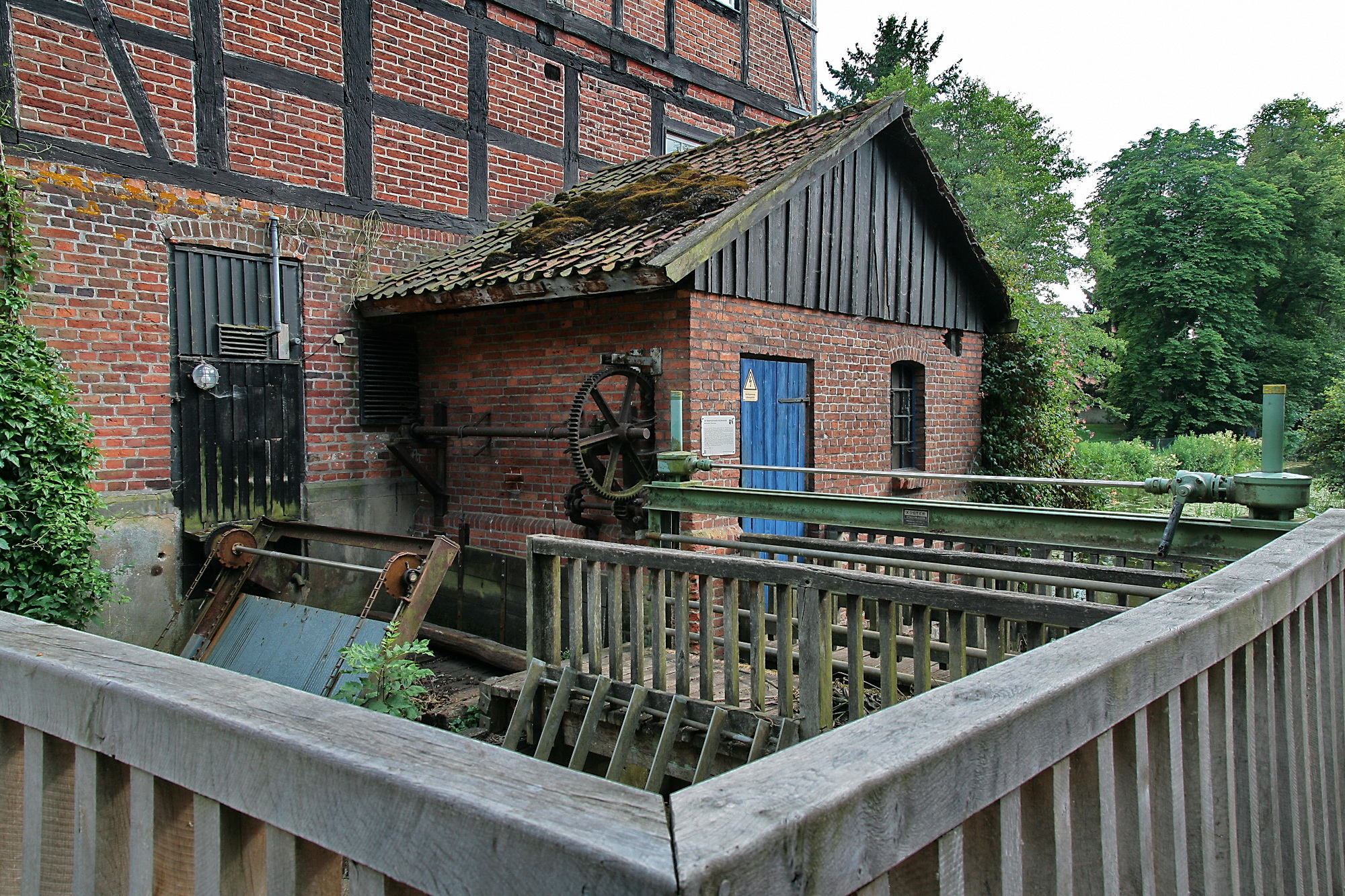
Moulin à eau
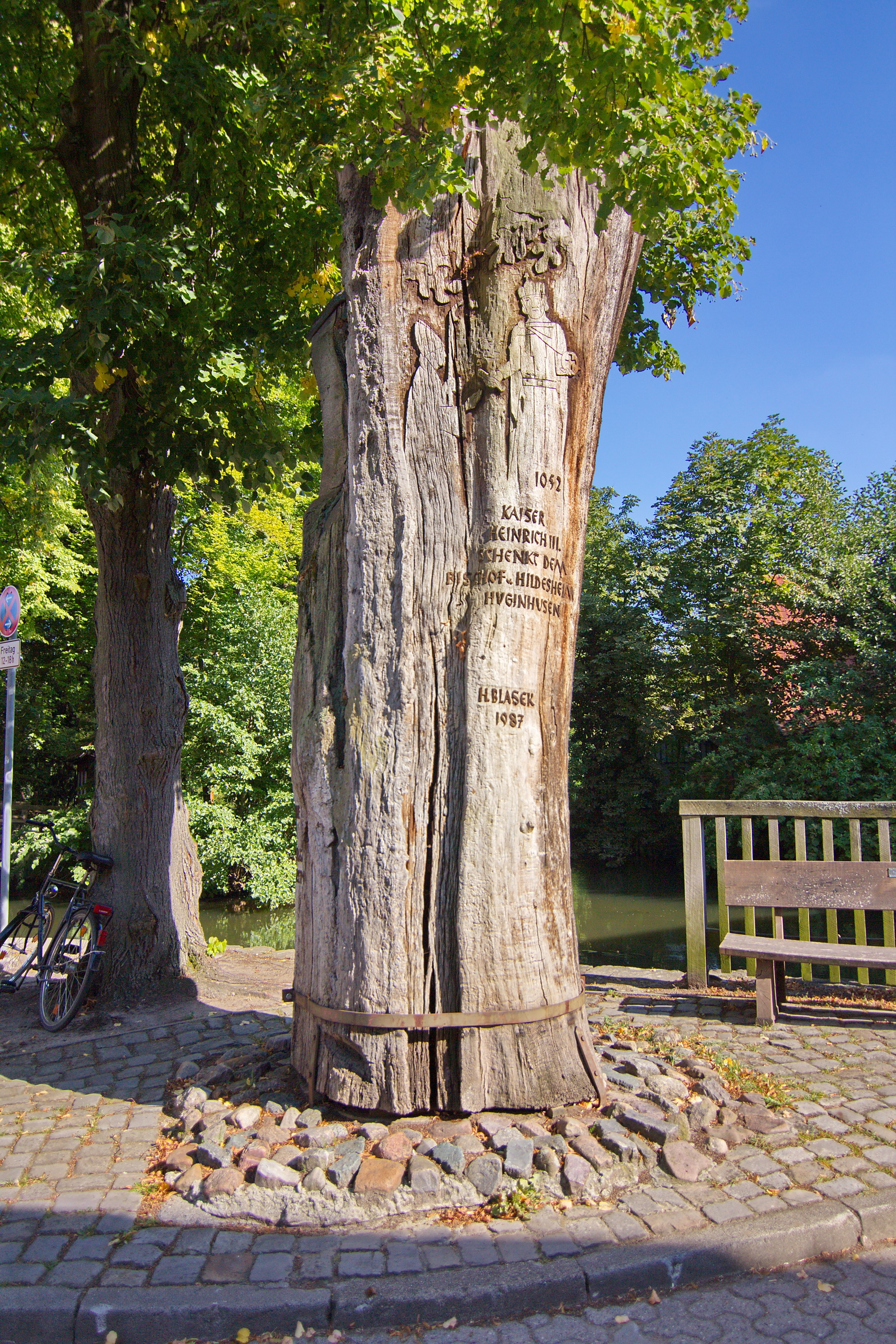
Le tronc sculpté
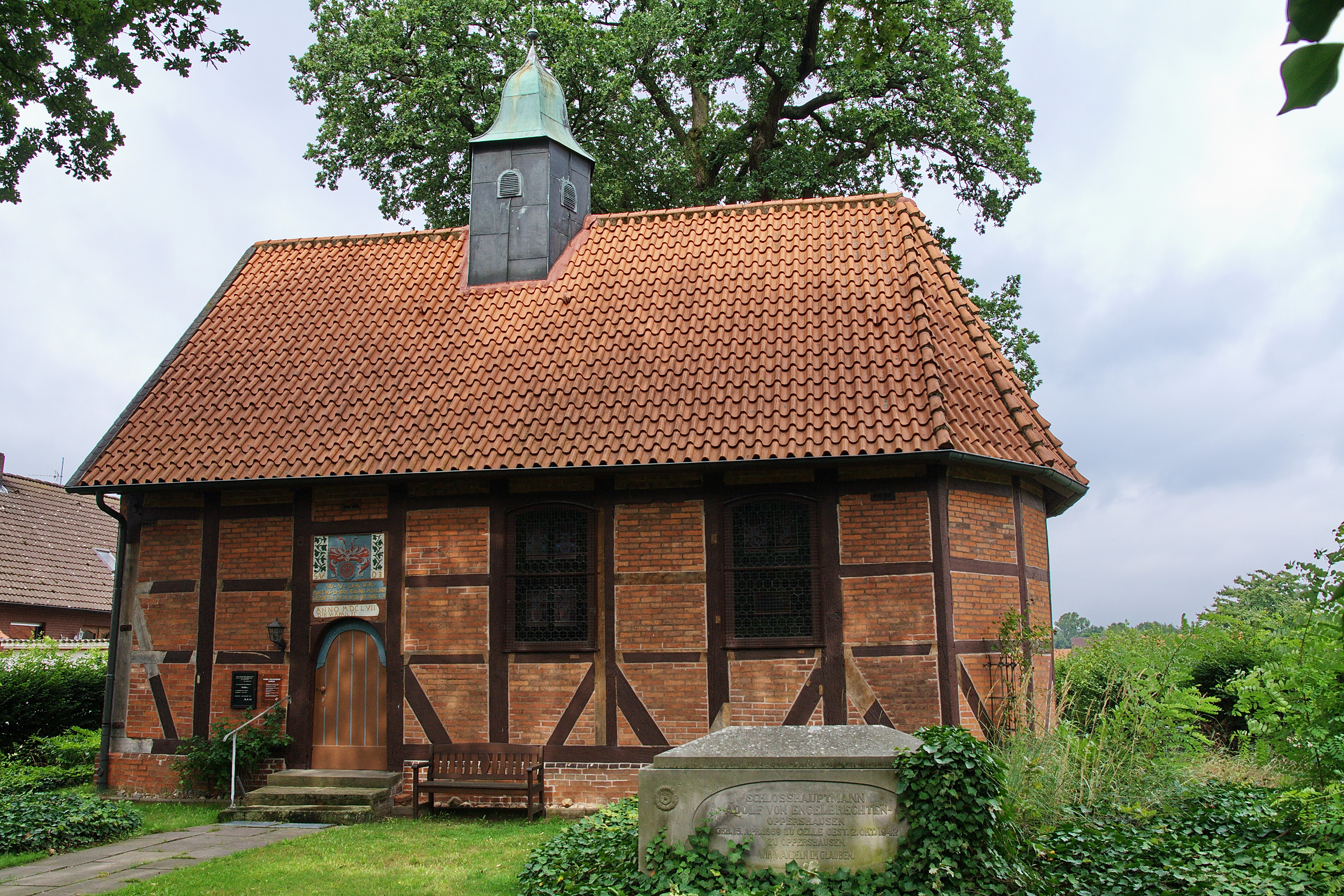
Chapelle Sainte-Marie-Madelaine

## Personnalités liées à la commune
- Udo d'Alvensleben (1895-1970), homme politique mort à Wienhausen.
- Hans Jürgen Baden (de) (1911-1986), théologien protestant, professeur honoraire et écrivain, pasteur de Wienhausen jusqu'en 1951
- Frieder Gadesmann (de), (1943), théologien protestant et pédagogue

## Jumelage
Portbail (France).